# Alexandre Safran
Pour les articles homonymes, voir Safran.
Alexandre Safran, né le 12 septembre 1910 à Bacău (Royaume de Roumanie) et mort le 27 juillet 2006 à Genève, est grand-rabbin de Roumanie pendant la Seconde Guerre mondiale puis grand-rabbin de Genève.

## Éléments biographiques
Fils d'une illustre figure rabbinique, docteur en philosophie, Alexandru Șafran est élu grand-rabbin de Roumanie à l'âge de 29 ans, à l'aube de la Seconde Guerre mondiale, se trouvant ainsi à la tête d'une communauté forte de 800 000 Juifs.
À l'âge de 11 ans déjà, il devient le secrétaire de son père. À 18 ans, il est rabbin. Il est ensuite envoyé, comme beaucoup de jeunes étudiants de son âge, à Vienne. Il devient docteur en philosophie de l'université de Vienne, et suit en même temps les cours de l'institut théologique rabbinique de cette ville. Il acquiert une connaissance de la Bible, du Talmud, de l'hébreu et de l'araméen. Il reste à Vienne de 1930 à 1934. Il rencontre Sigmund Freud et étudie l'interprétation psychanalytique du rêve. En 1934, il publie en allemand les exégèses de Jérusalem[Quoi ?] (à Vienne).
Le jeune grand-rabbin est parvenu à sauver la vie[réf. souhaitée] de la moitié des Juifs (environ 400 000) roumains en obtenant l'aide de divers décideurs dont le roi Michel Ier et la reine mère de Roumanie, le nonce apostolique Andrea Cassulo et l'ambassadeur de Suisse René de Weck. Après l'arrivée au pouvoir des fascistes de la Garde de fer, Alexandru Șafran échappa à trois attentats et à une condamnation à mort, ce qui ne l'a pas empêché d'organiser le conseil clandestin pour la sauvegarde des Juifs roumains. Il a ainsi ouvert des écoles dans les synagogues avec des professeurs et des élèves chassés de leurs universités.

### Rôle pendant la Shoah
Lorsque Ion Antonescu s'allie à Hitler, Șafran est à Bucarest, où il organise un conseil juif clandestin. Il est informé qu'il y a des déportations en Pologne. Il sait qu'Antonescu a des relations particulières avec son confesseur le père Bălan et pense alors pouvoir exercer sur ce dernier une influence en faveur des juifs.
Monseigneur Bălan accepte la rencontre avec Șafran à Bucarest, dans la maison d'un général. Șafran parvient à persuader Bălan de revenir sur ses positions quant au destin de juifs, au point d'obtenir de lui des démarches qui aboutiront à l'arrêt de la déportation des juifs de Transnistrie. En effet, Antonescu, raffermi par le constat de l'affaiblissement des forces du Reich, ne répondra pas à la demande des nazis.
Chassé par le pouvoir communiste en décembre 1947, Alexandru Șafran gagne Genève. Il est nommé grand-rabbin de Genève en 1948 et le restera pendant plus d'un demi-siècle, où il francise son nom.

### Le travail de médiateur interreligieux
Très tôt, Alexandre Safran s'est engagé dans le rapprochement judéo-chrétien dont il a été un des précurseurs. Il a reçu le Prix de l'Amitié judéo-chrétienne de France en 2001. Il a participé notamment à la conférence de Seelisberg en 1947 au cours de laquelle les bases nouvelles de ce dialogue ont été jetées. Il a aussi entretenu des relations suivies avec le nonce Angelo Roncalli, futur pape Jean XXIII. Durant le Concile Vatican II, le cardinal Augustin Bea, représentant le secrétariat romain pour l’unité chrétienne, lui rend visite à plusieurs reprises.
Alexandre Safran rencontrera le pape Jean-Paul II à Rome, visite au cours de laquelle le pape déclarera, en parlant des Juifs : « Vous n'êtes pas seulement nos frères aînés, mais vous êtes aussi nos frères aimés. »

## Œuvres
- La Kabbale (en collaboration avec sa fille, Esther Starobinski-Safran), 1960.
- Israël dans le temps et dans l'espace, 1980.
- Sagesse de la kabbale, 1986.
- Un tison arraché aux flammes, 1989.
- Juifs et chrétiens : la Shoah en héritage, 1996.
- Esquisse d'une éthique religieuse juive, 1997.
- Éthique juive et modernité, 1998.
- Mes souvenirs de la Conférence de Seelisberg (1947) et de l'abbé Journet, in Judaïsme, anti-judaïsme et christianisme : Colloque de l'Université de Fribourg, 16-20 mars 1998, éditions Saint-Augustin, 2000, p. 13-22.